# José Nazionale
José Nazionale (Villa General Paz, partido de Lanús, provincia de Buenos Aires, 30 de marzo de 1927-Buenos Aires, 22 de febrero de 2007) fue un futbolista argentino que se desempeñaba como centrocampista. Es considerado como uno de las figuras históricas del Club Atlético Lanús. 
Integró el equipo que ganó la única edición del torneo nacional Copa Competencia Juan Domingo Perón en 1955, y ganó numerosas copas amistosas, entre ellas el Trofeo Ricardo Saprissa en 1956. Con el club, también fue subcampeón del campeonato de la temporada de Primera División de 1956. Su desempeño en Lanús provocó que fuera convocado en varias ocasiones a la selección argentina.

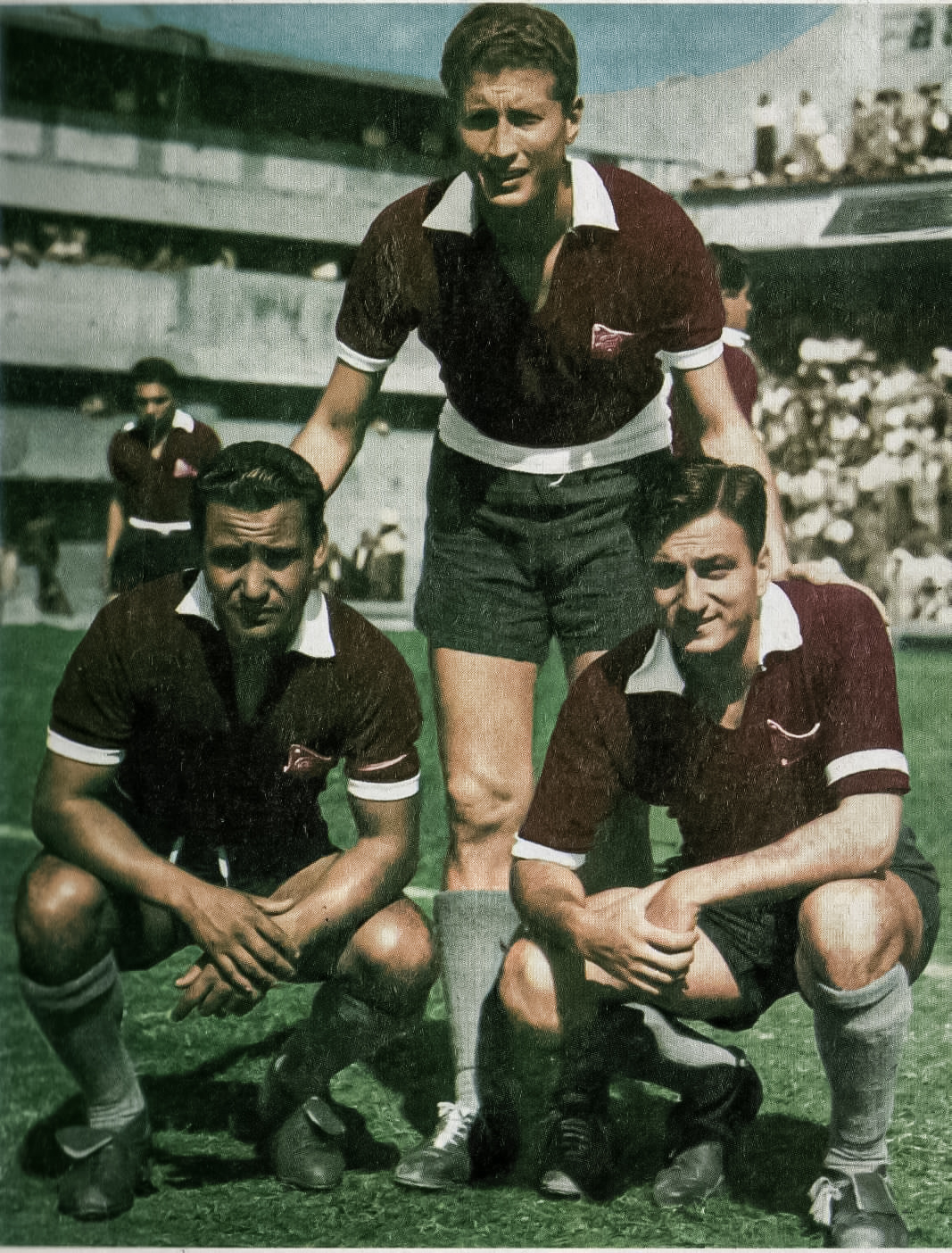
De derecha a izquierda: Nicolás Daponte, Héctor Guidi y José Nazionale, en 1956.

También formaría parte de una de las líneas de mediocampo más famosas de la historia del fútbol argentino, junto a Héctor Guidi y Nicolás Daponte, en el equipo de «Los Globetrotters» de Lanús.

## Trayectoria

### Comienzos en Lanús
José era del barrió de Lanús. Ingresó a las inferiores de Lanús a los 15 años sin abandonar los picados que jugaba con los chicos de su barrio, y cuando por eso fue reprendido, decidió alejarse del club. Como muchos futbolistas de su tiempo cumplió con el servicio militar a los 20 años.
Luego, tras cumplir el servicio militar, dirigentes de Gimnasia y Esgrima La Plata lo vieron jugar, quienes lo llevaron al club platense, donde además de conseguirle la baja le hicieron su primer contrato. Debutó en la primera del Tripero en 1950 a los 23 años, y a pesar de jugar 30 partidos no se pudo afianzar.
Entre 1951 y 1953 jugó en Club Atlético Huracán, y en apenas 23 encuentros tampoco pudo desplegar el talento que exhibiría a partir de su retorno a Lanús.

### Retornó a Lanús
En 1954 regresa al Granate, donde hizo inferiores, jugó su primer partido el 12 de septiembre enfrentando a Banfield en Peña y Arenales, con victoria Granate por 3 a 2. 
En 1955 se coronaría como campeón de la Copa Competencia Juan Domingo Perón, tras vencer en primera fase a Racing Club, en segunda fase a Tigre y en la final por 2-1 en el Estadio Presidente Perón a Estudiantes de La Plata. 
En 1956 lograría su pico máximo nivel y se consolidaba cómo uno de las figuras de Lanús, que terminaría siendo subcampeón del Campeonato de Primera División 1956 peleando hasta el final el torneo al River de la La Maquinita. 
Tras 6 temporadas en gran alto nivel se marcharia de Lanús luego de 158 presencias y 16 goles. El 30 de marzo de 1960, cuando de común acuerdo con el club, decidió comprar su pase para irse a jugar a Unión (Santa Fe), en donde se desempeñó por 10 meses disputando 18 partidos y anotando 2 tantos. A los 34 años se retiró del fútbol. 

## Clubes
| Club                                | Año       |
| ----------------------------------- | --------- |
| Club de Gimnasia y Esgrima La Plata | 1951      |
| Club Atlético Huracán               | 1952-1953 |
| Club Atlético Lanús                 | 1954-1960 |
| Club Atlético Unión                 | 1961      |

## Palmarés

### Títulos nacionales
| Título                              | Club                | País      | Año  |
| ----------------------------------- | ------------------- | --------- | ---- |
| Copa Competencia Juan Domingo Perón | Club Atlético Lanús | Argentina | 1955 |

### Títulos amistosos
| Título                                               | Club                | País       | Año  |
| ---------------------------------------------------- | ------------------- | ---------- | ---- |
| Trofeo Ricardo Saprissa                              | Club Atlético Lanús | Costa Rica | 1956 |
| Trofeo Otto Fallas                                   | Club Atlético Lanús | Costa Rica | 1956 |
| Trofeo de la Asociación de Periodistas de Costa Rica | Club Atlético Lanús | Costa Rica | 1956 |
| Trofeo Tabacalera Mexicana                           | Club Atlético Lanús | México     | 1957 |